# 브레인 스토밍/너만 있으면 아무것도 필요 없다
《브레인 스토밍/기미사에 아레바 나니모 이라나이》(ブレインストーミング/君さえ居れば何も要らない 브레인 스토밍/너만 있으면 아무 것도 필요 없다[*])는 2013년 4월 17일 발매된 모닝구무스메의 쉰세 번째 싱글이다.

## 개요
- 다나카 레이나 마지막 참가 싱글이다.
- "브레인 스토밍"의 뮤직 비디오의 "루즈 쇼트 Ver."는 2013년 2월 27일에 유튜브로 공개되었다. 3월 3일의 "Hello! Project 봄의 대감사 히나마츠리 페스티벌 2013 ~베리즈코보 10년째 돌입 스페셜!~"에서 라이브 첫 피로하였다.
- 3월 13일, "너만 있으면 아무것도 필요 없다"의 뮤직 비디오의 "Dance Shot Ver."이 유튜브로 공개되어 공식 사이트나 프로듀서 층쿠♂의 블로그 등에서 50번째의 "One·Two·Three/The 마천루쇼"이래가 되는 양 A면 싱글 "브레인 스토밍/기미사에 아레바 나니모 이라나이"가 4월 17일에 발매되는 것이 발표되었다.
- 초회한정반 A, B, C, D, E, 통상반 A, B의 7 형태로 발매.
- 초회한정반 A, B, C에는 DVD가 같이 수록되고 있다.
- 모든 초회한정반에는 이벤트 추첨 일련 번호 카드가 봉입되고 있다.

## 수록곡

### CD
초회한정반 A,B,C, 통상반 B
1. ブレインストーミング
작사, 작곡 : 층쿠 / 편곡 : 오쿠보 카오루
2. 君さえ居れば何も要らない
작사, 작곡 : 층쿠 / 편곡 : 히라타 쇼이치로
3. A B C D E-cha E-cha したい
작사, 작곡 : 층쿠 / 편곡 : 오쿠보 카오루
4. ブレインストーミング (Instrumental)
5. 君さえ居れば何も要らない (Instrumental)

초회한정반 D
1. ブレインストーミング
작사, 작곡 : 층쿠 / 편곡 : 오쿠보 카오루
2. 君さえ居れば何も要らない
작사, 작곡 : 층쿠 / 편곡 : 히라타 쇼이치로
3. トキメクトキメケ
작사, 작곡 : 층쿠 / 편곡 : 에가미 코타로 / 노래 : 미치시게 사유미, 후쿠무라 미즈키, 이쿠타 에리나, 이이쿠보 하루나, 이시다 아유미
4. ブレインストーミング (Instrumental)
5. 君さえ居れば何も要らない (Instrumental)

초회한정반 E
1. ブレインストーミング
작사, 작곡 : 층쿠 / 편곡 : 오쿠보 카오루
2. 君さえ居れば何も要らない
작사, 작곡 : 층쿠 / 편곡 : 히라타 쇼이치로
3. いつもとおんなじ制服で
작사, 작곡 : 층쿠 / 편곡 : 에가미 코타로 / 노래 : 사야시 리호, 스즈키 카논, 사토 마사키, 쿠도 하루카, 오다 사쿠라
4. ブレインストーミング (Instrumental)
5. 君さえ居れば何も要らない (Instrumental)

통상반 A
1. ブレインストーミング
작사, 작곡 : 층쿠 / 편곡 : 오쿠보 카오루
2. 君さえ居れば何も要らない
작사, 작곡 : 층쿠 / 편곡 : 히라타 쇼이치로
3. Rockの定義
작사, 작곡 : 층쿠 / 편곡 : 오쿠보 카오루 / 노래 : 다나카 레이나
4. ブレインストーミング (Instrumental)
5. 君さえ居れば何も要らない (Instrumental)

### DVD
초회한정반 A
1. ブレインストーミング (Music Video)
2. ブレインストーミング (Dance Shot Ver.)

초회한정반 B
1. 君さえ居れば何も要らない (Music Video)
2. 君さえ居れば何も要らない (Close-up Ver.)

초회한정반 C
1. Rockの定義 / 다나카 레이나 (Music Video)
2. ブレインストーミング/君さえ居れば何も要らない (메이킹 영상)

## 차트
- 일간최고순위 1위 (오리콘 차트)
- 주간최고순위 1위 (오리콘 차트)